# Залізний велетень
«Залізний велетень» (англ. The Iron Giant) — анімаційний фільм режисера Бреда Берда, створений за мотивами роману Теда Г'юза. На 1 березня 2024 року фільм займав 246-ту позицію у списку 250 кращих фільмів за версією IMDb.

## Сюжет
Події відбуваються в 1950-х роках, у невеликому американському містечку. Моряк, на ім'я Ерл стає очевидцем падіння на землю якогось летючого об'єкта з космосу. Невдовзі, через кілька днів після цієї пригоди, місцевий хлопець Гоуґарт вночі побачив гігантського сталевого робота, який їв метал. Робот та хлопчина стають справжніми друзями, однак військовим стає відомо про існування сталевого гіганта і тепер життя космічного гостя повністю залежить від Гоуґарта…

## Ролі озвучили
- Він Дізель — Залізний Велетень
- Елі Марієнтал — Гоґарт Г'юз
- Дженніфер Еністон — Енні Г'юз
- Гаррі Коннік-молодший — Дін МакКоппін
- Крістофер Мак-Дональд — Кент Менслі
- Джон Махоні — Генерал
- Джеймс Геммон
- Клоріс Лічмен

## Саундтрек
Музику до стрічки написав американський композитор Майкл Кеймен (1948 — 2003). Саундтрек складався з 23 треків і побачив світ у 1999 році.
1. The Eye Of The Storm
2. Hogarth Hughes
3. Into The Forest
4. The Giant Wakes
5. Come And Get It
6. Cat And Mouse
7. Train Wreck
8. You Can Fix Yourself?
9. Hand Underfoot
10. Bedtime Stories
11. We Gotta Hide
12. His Name Is Dean
13. Eating Art
14. Space Car
15. Souls Don't Die
16. Contest Of Wills
17. The Army Arrives
18. Annie And Dean
19. He's A Weapon
20. The Giant Discovered
21. Trance-Former’
22. No Following
23. The Last Giant Piece

Тривалість: 50:40

## Виноски
1. ↑  Також відомий під назвою «Сталевий гігант»